# 曼努埃拉·迪琴塔
曼努埃拉·迪琴塔（義大利語：Manuela Di Centa，1963年1月31日—），意大利女子越野滑雪运动员。她曾代表意大利参加1984年、1988年、1992年、1994年和1998年冬季奥林匹克运动会越野滑雪比赛，共获得二枚金牌、二枚银牌和三枚铜牌。